# پارک ملی اناویلاناس
پارک ملی اناویلاناس (به پرتغالی: Parque Nacional de Anavilhanas) یک پارک ملی در برزیل است که در مانائوس واقع شده‌است.